# Triumfetta socorrensis
Triumfetta socorrensis är en malvaväxtart som beskrevs av Townshend Stith Brandegee. Triumfetta socorrensis ingår i släktet triumfettor, och familjen malvaväxter. Inga underarter finns listade i Catalogue of Life.